# Vera Araújo
Vera Araújo nasceu em 1965 na cidade do Rio de Janeiro. Graduou-se em direito e em jornalismo. Trabalhou no Jornal do Brasil e no jornal O Dia e desde 2000 trabalha como repórter investigativa no jornal O Globo cobrindo a área criminal. Em 2005, revelou a existência de grupos paramilitares na região de Jacarepaguá, no Rio de Janeiro, que extorquiam dinheiro de moradores. Foi dela a ideia de batizá-los como milícias. Pela reportagem, ganhou o Prêmio Especial Tim Lopes de Jornalismo Investigativo em 2009. Desde 2024 escreve no blog Segredos do Crime, que traz bastidores de crimes emblemáticos e novas histórias policiais. A repórter foi comentarista das séries do Globoplay: Vale o Escrito e Lei da Selva, sobre a guerra do jogo do bicho no Rio de Janeiro.
Em 2020, lançou com Chico Otavio o livro Mataram Marielle, que ficou entre os finalistas do Prêmio Jabuti na categoria Documentário e Biografia. Em 2022, lançou o livro O Plano Flordelis, sobre a ex-deputada Flordelis. Ambos pela editora Intrínseca.

## Prêmios
Ganhou o prêmio Anfavea de Jornalismo, em 1989, com o trabalho "O dia a dia mortal", sobre segurança no trânsito, pelo Jornal do Brasil.
Vencedora do V Prêmio Imprensa Embratel, em 2003, em equipe, com a matéria "No Rastro das Propinas (O Caso do Propinoduto), publicada no Jornal O Globo, de dezembro de 2002 a junho de 2003.
Finalista do Prêmio Embratel de 2008, com a série "Dimenor: Os Adultos de Hoje", publicada no O Globo.
⁠Em 2009, ganhou o Prêmio Esso Sudeste, com o trabalho em equipe na série "Democracia nas Favelas", também publicado no GLOBO.
Venceu a 8ª Edição do Prêmio Tim Lopes, em 2009, com a série de reportagens "Exército de laranjas sob suspeita" sobre fraudes no IME.

## Marielle Franco
Vera Araújo foi peça chave na investigação do crime que tirou a vida da vereadora Marielle Franco, no Rio de Janeiro.
A política foi executada junto com seu motorista Anderson Gomes, no dia 14 de março de 2018.
Vera foi uma das primeiras jornalistas a investigar o local do crime. Ela encontrou testemunhas que a polícia não havia identificado.
Ao longo da produção do inquérito policial, Vera Araújo acompanhou o dia a dia da investigação policial. Foi por intervenção da jornalista que a mídia chegou a nomes de matadores de aluguéis que atuavam no Rio de Janeiro. Um deles era Ronnie Lessa, condenado pelo crime que tirou a vida da vereadora.
Vera conseguiu acesso, por carta, a Orlando Oliveira Araújo, o Orlando Curicica, um famoso miliciano que se encontrava preso em uma penitenciária federal e estava sendo investigado como autor do homicidio. Após enviar uma carta questionando o Orlando sobre o crime, ele respondeu dando nomes de pistoleiros que praticavam aquele tipo de crime. Nesse momento, a mídia passou a ventilar os nomes de Ronnie Lessa, Adriano da Nóbrega e muitos crimes vieram à tona. Vera também descobriu a existência do "Escritório do Crime", um grupo de matadores comandados pelo Capitão Adriano da Nóbrega.
Lessa foi preso meses depois da descoberta de Vera Araújo e a jornalista ficou conhecida nas redes sociais como: "A mulher que não deixou Marielle Franco morrer duas vezes".